# Stift Geras
Het Stift Geras is een premonstratenzer klooster in Geras in Neder-Oostenrijk. Bij het klooster behoort sinds 1783 ook het naburige Stift Pernegg.

## Stichting

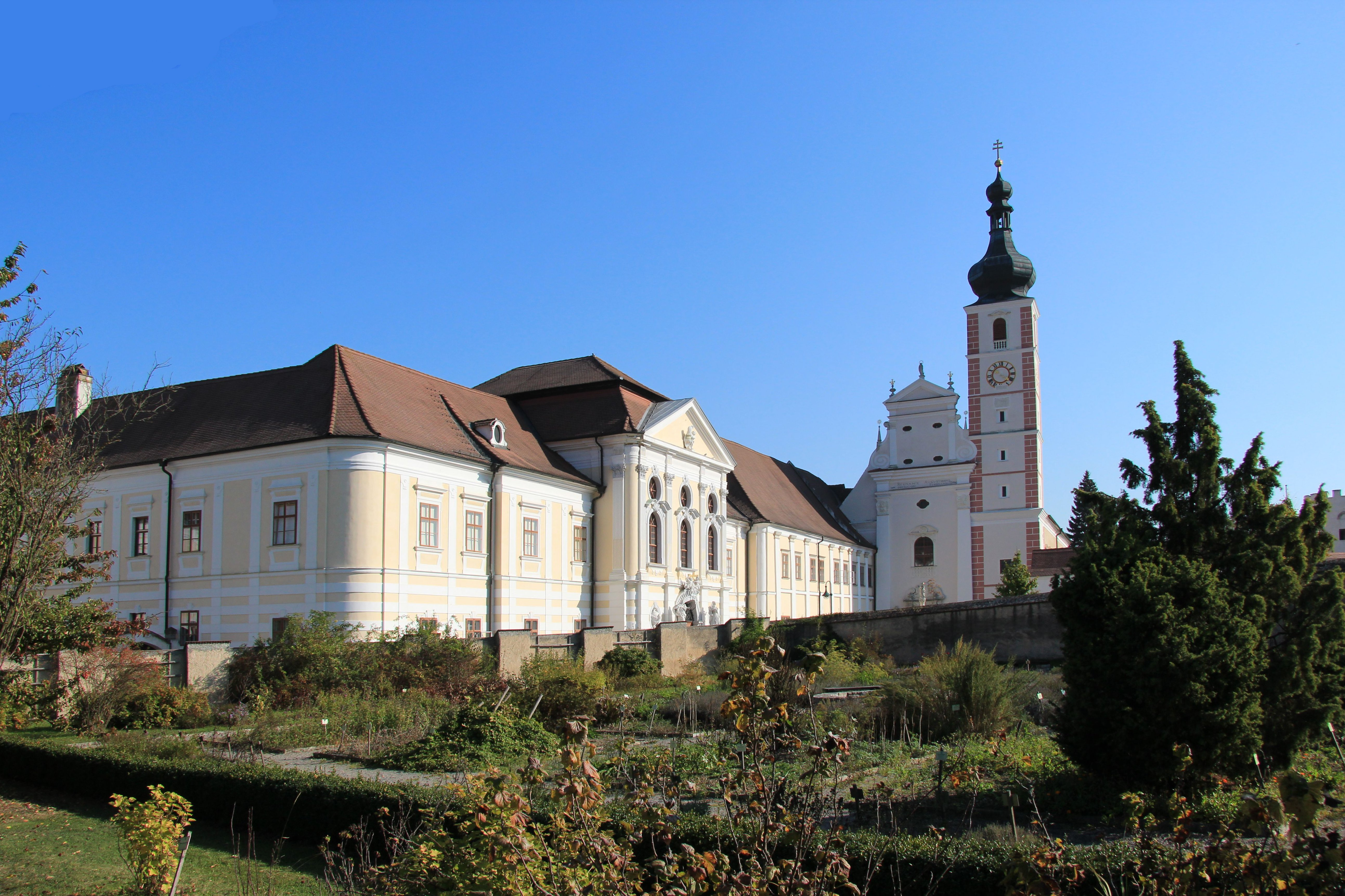
Kloostergebouwen vanuit de kruidentuin

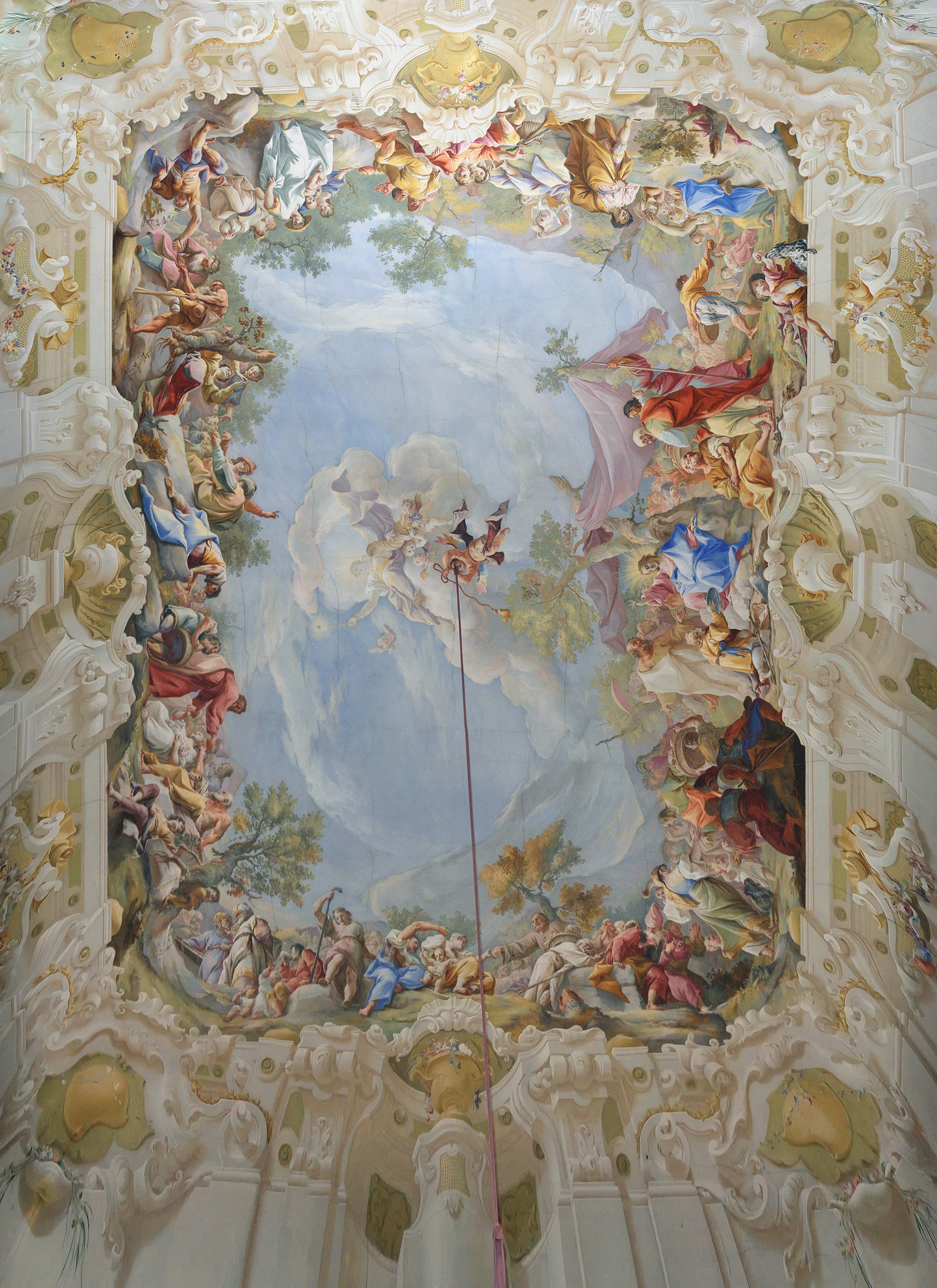
Fresco in de Marmerzaal van Paul Troger 1738

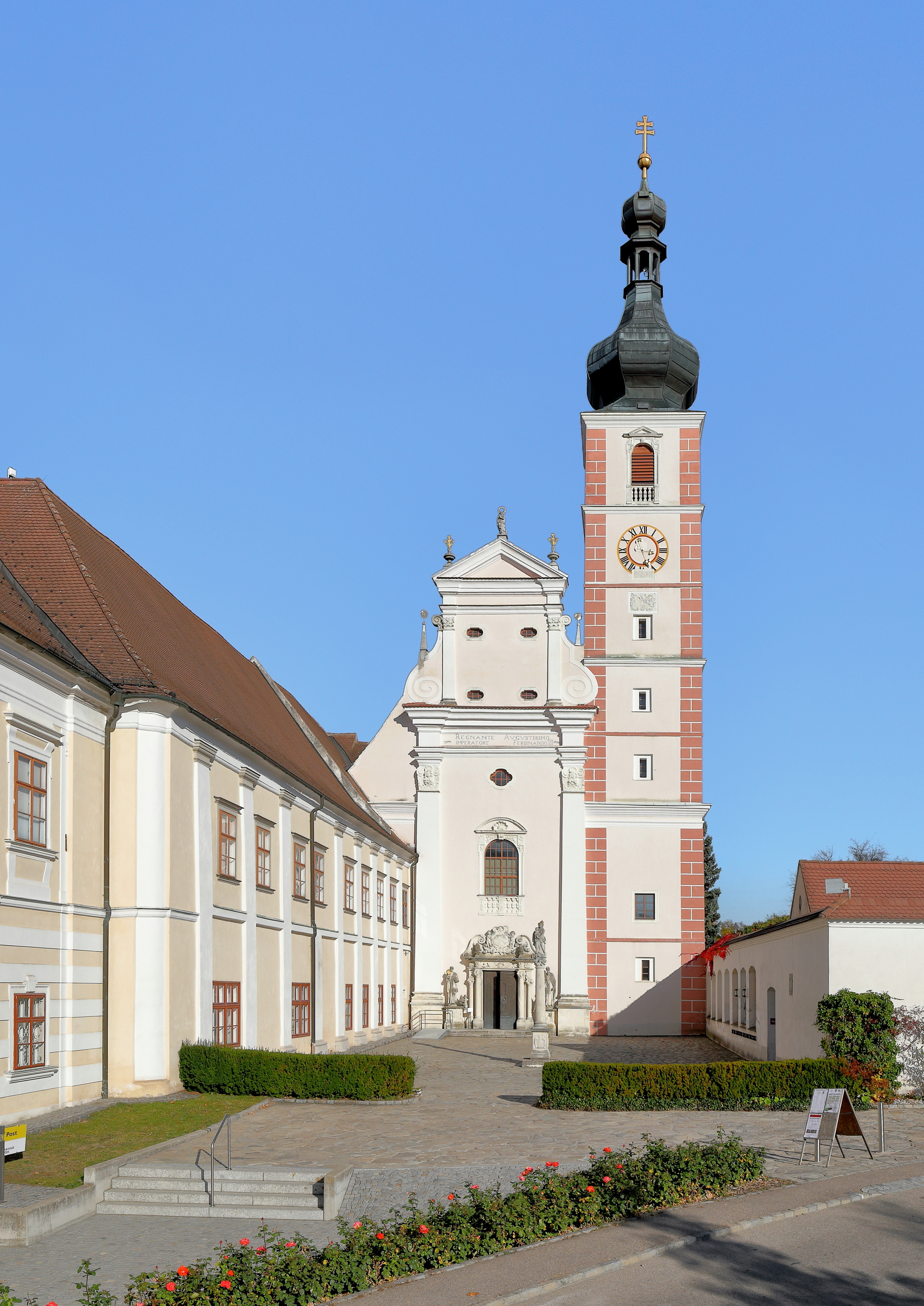
De stiftskerk

Het klooster werd in 1153 als nevenvestiging van het stift Seelau door Ekbert en Ulrich van Pernegg gesticht. Samen met het 10 kilometer verderop gelegen vrouwenklooster Pernegg vormde het een dubbelklooster. Het klooster in Geras werd deels over een oud Slavisch grafveld gebouwd, ook de naam Geras zou uit het Slavisch stammen.
Tijdens de laatste oorlog tussen koning Ottokar II en Rudolf van Habsburg (1278) werd het stift geplunderd en verwoest en bleef het volledig verarmt achter. Tussen 1419 en 1436 trokken de Hussieten herhaaldelijk door Geras en in november 1486 bezetten de Hongaren Geras en Pernegg.
Op 22 juni 1542 verleende koning Ferdinand I het stift een wapen: een geblokt schild in de kleuren groen en rood.
Gedurende de reformatie was het klooster slechts nog in naam katholiek en maakte het een inzinking door. Het stift en de stad werden in de Dertigjarige Oorlog meerdere malen geplunderd en ten slotte in 1620 door terugtrekkende protestantse troepen en in brand gestoken. Vanuit de Abdij Strahov (Praag) keerden in 1625 enkele koorheren terug naar de ruïnes van het stift en begonnen samen met de uit Westfalen afkomstige abt Benedict Lachen met de herbouw van het klooster.
In de tweede helft van de 18e eeuw bereikte het stift weer een grootte van meer dan 50 koorheren. Aan deze nieuwe bloeiperiode kwam een einde door keizer Jozef II, die het stift Pernegg liet sluiten, het aantal koorheren in Geras beperkte, de parochies reorganiseerde en de parochies van de vestiging in Pernegg overdroeg aan Geras. Sinds het midden van de 19e eeuw zijn de gebouwen van het voormalige stift Pernegg ook in het bezit van het stift Geras.
Het klooster verloor in 1848 haar grondrechten en ook de gevolgen van de Duitse Oorlog in 1866 troffen het klooster. In de Tweede Wereldoorlog volgde de beslagname van de gebouwen door de nationaalsocialisten en daarop volgende de Russische bezetting.
In de jaren 1990-1994 werden de stiftsgebouwen en de kloostertuin grondig vernieuwd.

## Stiftsgebouwen
In de zogenaamde Marmerzaal wordt het plafond door een bijzonder fraai fresco van Paul Troger versierd, hetgeen de wonderbare spijziging voorstelt (Joh. 6: 1-15). Het fresco is nog nooit gereinigd of gerestaureerd, maar bezit nog altijd zeer heldere kleuren. De muren zijn van stucmarmer van een hoog kwalitatief gehalte. Boven de beide schoorsteenmantels bevinden zich nog olieverfwerken van Troger.
De beeldengroep van de goddelijke deugden die het ingangsportaal omgeven werden door Jakob Christoph Schletterer vervaardigd. Het fresco Triomf van wijsheid en matiging in het trappenhuis, eveneens van Troger, ging in 1870 door instorting op enige resten verloren.
Het voormalige zomerrefectorium maakt deel uit van de tussen 1736 en 1740 opgerichte nieuwbouw. Naar aanleiding van het 850-jarig jubileum werd het volgens oude afbeeldingen en vergelijkbare bouwwerken van de architect Joseph Munggenast gerenoveerd. Ook de westelijke gevel van de stiftskerk en de monumentale trap in het stiftsgebouw werden toen gerenoveerd.
Andere kunstschatten van het stift zijn de bibliotheek met fresco's van Josef Winterhalder uit het begin van de 19e eeuw, de abtengalerij en een cyclus van 35 forse schilderijen met voorstellingen uit het leven van de heilige Norbertus, een artistiek smeedijzeren hek, het in een nis aan de voet van de trap staande levensgrote beeld van Pallas Athene. Daarnaast zijn er nog enige blootgelegde fresco's in o.a. de Rozenkamer en diverse gotische spolia.

## De stiftskerk
Het hoofdportaal van de kerk wordt geflankeerd door de beelden van de heiligen Norbertus (links) en Augustinus (rechts).
De kloosterkerk betreft een romaanse pijlerbasiliek die later in gotische stijl werd verbouwd. Over de barokke gewelven zijn nog vensteropeningen te zien uit de romaanse en gotische periode. Het koor heeft een gotische 3/8 afsluiting. Het hoogaltaar is volgens de regel van de premonstratenzers vrijstaand, net als de altaren in de zijschepen. Het hoogaltaar toont de heilige Norbertus van Maria het scapulier ontvangt.
Na meerdere branden werd de kerk (met het patrocinium van Maria-Geboorte) in de 18e eeuw door de architect Joseph Munggenast en de frescoschilder Franz Zoller (1726–1779) in het gewelf geheel in barokke stijl vernieuwd. Bezienswaardig zijn o.a. de Litanie van Loreto, de fresco's van de twaalf apostelen in het(schip) en de zes premonstratenzer heiligen in het koor.
Het genadebeeld van de Madonna van Gera uit de 15e eeuw werd in de 19e eeuw opnieuw geschilderd in de oorspronkelijke kleuren van 1731.
Indrukwekkend zijn ook de marmeren kansel en het rijk versierde koorgestoelte.
Paus Pius XII gaf de kerk in 1953 de eretitel van basilica minor.
Tussen 1990 en 1994 werd de kerk gerenoveerd en kreeg daarbij een nieuw volksaltaar van Thomas O. Munz.